# QuarkXPress
QuarkXPress – program do komputerowego składu i łamania tekstu (DTP), produkowany przez amerykańską firmę Quark Inc. od 1987 r. 
Oprócz funkcjonalności związanej ze składaniem treści przeznaczonych do wydruku, QuarkXPress umożliwia również tworzenie stron oraz całych serwisów internetowych. Generowany przez niego kod HTML oparty jest na stylach CSS. Program do wersji 9 umożliwiał również tworzenie animacji oraz serwisów internetowych w technologii Flash, od wersji 10 w technologii HTML5. 
Począwszy od wersji 7.2 program dostępny jest również z polskim interfejsem użytkownika. Również dokumentacja oraz system pomocy dostępne są w języku polskim (począwszy od wersji 8)
Obecnie jego bezpośrednim konkurentem jest program InDesign firmy Adobe.

## Przegląd poszczególnych wersji
- QuarkXPress 1 (1987) – Tylko do systemu Mac OS.
- QuarkXPress 2 (1989) – Pierwsza wersja nie anglojęzyczna (francuska oraz niemiecka).
- QuarkXPress 2.1 (1989) – Zaawansowane funkcje typograficzne, jak np. definiowana przez użytkownika tabela kerningu.
- QuarkXPress 3 (1990) – Pierwsza wersja zawierająca paletę miar (measurement palette) oraz obsługę bibliotek.
- QuarkXPress 3.1 (1992) – Pierwsza wersja również dla platformy Windows.
- QuarkXPress 3.2 (1993) – Pierwsza wersja obsługująca Applescript oraz color management.
- QuarkXPress 3.3 (1996) – Pierwsza wersja natywnie pracująca z procesorami PPC. Pierwsza wersja Passport.
- QuarkXPress 3.32 (1996) – Stworzona do współpracy z QuarkImmedia. Jest to ostatnia wersja pracująca w systemie Windows 3.x.
- QuarkXPress 4.0 (1997) – Pierwsza wersja z krzywymi Béziera. Poprawiony interfejs użytkownika.
- QuarkXPress 4.1 (1999) – Pierwsza wersja wpierająca PDF oraz XML.
- QuarkXPress 5 (2002) – Pierwsza wersja zawierająca tabele oraz eksport do formatu HTML.
- QuarkXPress 6 (2003) – Pierwsza wersja wspierająca system Mac OS X.
- QuarkXPress 6.1 (2004) – Pierwsza wersja z importem plików Excela.
- QuarkXPress 6.5 (2004) – Pierwsza wersja zawierająca rozszerzenie Vista (edycja grafiki).
- QuarkXPress 7 (2006) – Pierwsza wersja obsługująca OpenType, Unicode, PDF/X, cinie/transparencje, Job Definition Format oraz strefy kompozycji (Composition Zones).
- QuarkXPress 7.01 (2006) – Pierwsza wersja pracująca natywnie w systemie MacOS z procesorami Intela oraz obsługująca PPML.
- QuarkXPress 7.02 (2006) – Dodatkowe języki w wersji Passport (w tym polski).
- QuarkXPress 7.1 (2007) – Poprawa szybkości pracy.
- QuarkXPress 7.2 (2007) – Pierwsza wersja działająca w systemie Windows Vista, dodatkowe języki interfejsu (w tym polski).
- QuarkXPress 7.3 (2007) – Poprawa szybkości pracy i stabilności.
- QuarkXPress 7.31 (2007) – Pierwsza wersja z certyfikatem dla Windows Vista, obsługuje również system Mac OS X v10.5 („Leopard”).
- QuarkXPress 8 (2008) – Nowy interfejs użytkownika, obsługa drag & drop, bezpośrednia edycja obrazów, konfigurowalne wysunięte znaki, wiele linii bazowych, obsługa języków wschodnioazjatyckich, wbudowane narzędzie do tworzenia animacji Flash.
- QuarkXPress 8.01 (2008) – Poprawki w słownikach, głównie dotyczące języka rosyjskiego i czeskiego
- QuarkXPress 8.02 (2009) – Pięć nowych języków interfejsu oraz nowe biblioteki Pantone
- QuarkXPress 8.1 (2009) – Natywna transparencja w plikach PDF, pełna implemantacja XPert Tools (XP Scale)
- QuarkXPress 9.0 (2011) – Nowe funkcje tworzenia publikacji elektronicznych (m.in. eksport do formatów EPUB i Blio, obsługa stylów warunkowych, usprawnienia w zakresie: tworzenia wypunktowań i numeracji, arkuszy stylów, nietypowych kształtów, App Studio wspomagające publikację na tablety.
- QuarkXPress 10.0 (2013) i 10.2 (2014) – nowy silnik renderowania grafiki i podglądu Xenon, zoom 8000%, porzucenie obsługi animacji Flash na rzecz HTML5, synchronizacja treści pod kątem wielu typów plików docelowych, generator kodów QR, przepisany interfejs użytkownika, dynamiczne prowadnice, notatki, rozszerzone wersje eksportu PDF, rozszerzone opcje eksportu do formatów ebookowych.